# Epiphany (album)
Epiphany is het tweede album van zanger/rapper T-Pain. De eerste single van het album was "Buy U a Drank (Shawty Snappin')" samen met Yung Joc.
Het album, dat op 5 juni 2007 werd uitgebracht, kwam binnen op nummer 1 in de U.S. Billboard 200 en verkocht ongeveer 171 000 exemplaren in de eerste week na de uitgave.
Er zijn nu meer dan 1,2 miljoen exemplaren verkocht in de VS en 1,6 miljoen wereldwijd. Het is T-Pains best verkochte album.

## Tracklist
1. "Tallahassee Love (Intro)" ft. Lyric Lohan 6:04
2. "Church" ft. Teddy Verseti & Shawnna 4:01
3. "Tipsy" 3:09
4. "Show U How" ft. Teddy Penderazdoun 3:14
5. "I Got It" 1:54
6. "Suicide" 2:58
7. "Bartender" ft. Akon 3:58
8. "Backseat Action" ft. Shawnna 3:39
9. "Put it Down" ft. Teddy Verseti & Teddy Penderazdoun 3:40
10. "Time Machine" 2:52
11. "Yo Stomach" ft. Tay Dizm 4:18
12. "Buy U a Drank (Shawty Snappin')" ft. Yung Joc 3:48
13. "69" ft. Jay Lyriq 3:25
14. "Reggae Night" 1:37
15. "Shottas" ft. Kardinal Offishall & Cham 3:14
16. "Right Hand" 3:13
17. "Sounds Bad" 5:05